# 米歇尔·昂利
米歇尔•亨利（Michel Henry，1922年1月10日—2002年7月3日），法国哲学家及作家。

## 生平
米歇尔·亨利1922年1月10日出生于越南的海防（haiphong），七岁之前一直生活在越南；其父是海军的一名舰艇指挥官，但是在他只有17天大的时候，他的父亲便因车祸去世。之后随母亲定居法国，在巴黎接受教育。在1943年6月，他参加了法国抵抗德国法西斯的“抵抗运动”（la Résistance），他加入了以康德为代码的科西嘉岛的丛林游击队，随后到被德国纳粹占领的里昂去完成任务，这次秘密活动的经历和体验成为他的哲学重要标志。
在随后的战争中，他通过了法国的哲学教师资格考试，随后在让·伊波利特、让·瓦尔、保罗·利柯、Ferdinand Alquié和亨利·古耶的指导下准备博士论文。他用了十几年的时间编辑他的主论文（thèse pricipale）《L’essence de la manifestation》，此论文于1963年出版。他的附论文（thèse secondaire）《Philosophie et phénoménologie du corps》在1950年便已完成，但是直到1965年才出版 。
从1960年开始，米歇尔•亨利任教于蒙彼利埃大学哲学系。他的哲学的独特主题是“有生命的主体”（subjectivité vivante），即每一个个体的现实的生命，这个“生命主体”的概念贯穿在他的所有著作中 。
他的小说《L'Amour les yeux fermés》在1976年获得了何耨豆奖 (Prix Renaudot)。

## 学术
生命的现象学
米歇尔•昂希的工作奠基于现象学。法语的“现象”（phénomène）一次来源于希腊词"phainomenon"，意思是“伴随光线澄明的东西” 。然而现象学的对象并不是如此呈现的特殊事物或现象，而是显现的行为。米歇尔•亨利对现象学的反思使他走向了反对胡塞尔现象学的道路，他用生命（la vie)的基础现象学反对胡塞尔的外在的意向性现象学 。
米歇尔•亨利从生命现象学的角度把生命定义为拥有能力和力量去“感知和体验自我的本己存在” 。对于他来说，生命的本质是force et affect，生命在本质上是不可见的（invisible）,它由对本己的痛苦和喜悦的纯粹自我感知构成,它一直是从痛苦到喜悦的体验过程 。在他看来，思想只是生命的一种存在方式，因为并不是思想让我们介入生命，而是生命让思想能够反思自我 。 
生命不能从外在来认识自我，它从来不在世界的外在性中呈现。在不可见的和根本的内在性中，生命感知和体验它自己。在外在的世界中，我们永远不能认识生命本身，只能看到作为生命体的存在（êtres vivants）或作为生命体的机体（organismes vivants），我们不能在它们之中认识到生命 。同样，我们也不能通过眼睛认识到或者意识到他人的心灵。
我们并不能显示我们本身，生活一直被给与我们，没有生命的话，我们将不存在。我们在一种根本的被动性（passivité）中经历生活，我们每一刻都要经历生活，即使有些是我们不想经历的，正是生活的这种根本的被动性是我们痛苦的根源 。同时，简单的生命，生存和自我感知而不是虚无和不存在，才是最大的喜悦和最大的幸福。痛苦和喜悦属于生命的本质，它们是生命呈现自身的两个基本的情感音调 。
对于米歇尔•亨利来说，生命不是一种普遍的、盲目的、非人的和抽象的本质（substance），它必然是单个个体的属人的和具体的生命，它在自身之中呈现出与生命同质和标识自我行为的自我性，生命就是一个本己的自我 。它牵涉人的生活和人类的界限，或者人的生活和上帝的无限性。
主体性理论
在法国，由于存在问题在后海德格尔时期比较重要，主体问题开始重新讨论，米歇尔•亨利把二者结合起来去构建自己的哲学。生命概念是他的哲学的地基，是不可剔除的原则，在他看来，生命是所有真理的本质。生命在原则上摆脱了所有间隔和所有超验性（transcendance），在统一的体验中把对原则的思辨性能力和经验的物质性呈现结合起来。
生命概念在它的各种解释中聚焦了米歇尔•亨利思想的所有关切。现象学同样有它的界限，因为现象同样不停地把我们带回到生命的现实中。这是米歇尔•亨利的主要著作《L'essence de la manifestation》的主要思想：世界只在主体面前展开，世界只有首先和作为生命体的自我的被动性联系起来才能发现世界本身的外在性。
两种呈现的方式（Deux modes de manifestation）
在米歇尔•亨利看来，现象有两种呈现的方式：外在性是可见的世界的呈现方式，现象的内在性是不可见的生活的呈现方式 。例如，我们的身体是在生命中从内部被给与我们的，身体让我们可以移动我们的手或感知它，它同样从外部使我们得以看到世界中的其他对象。
不可见在这里指的并不是那些微小的不能被眼睛看到的东西，而是永远不可见的生命，因为生命从根本上是内在的，并且它永远不在世界的外在性中出现：从没有人在世界中看到内在真实的一种力量（force），一种思想（pensée）或者一种情感（sentiment） 。
某些陈述乍看起来好像是矛盾的，并且很难理解，这并不仅仅是因为它们是一些简单摘要，更是因为我们习惯于把所有的事物都还原成在世界中的可见的表象，而不是在生命中努力去实现它的不可见的实在性。正是可见的表象和不可见的现实性（réalité）的差异允许我们掩盖真实的情感，并且为伪装和虚伪这些谎言形式的可能性奠定了基础 。
米歇尔•亨利思想的源头
在米歇尔•亨利看来，所有西方哲学从它的源头古希腊开始就把可见的世界和外在性看做唯一的一种呈现（manifestation）方式。他认为，西方哲学被限制在他在《l’Essence de la manifestation》一书中所称呼的“本体一元论”（monisme ontologique）中；它完全忽略了生命的不可见的内在性，生命的根本内在性和生命的原初澄明是不能被还原为超验（transcendance）的形式和所有外在性的 。由于这是主体性或生命的问题，所以它们永远不能在它们的纯粹性中被把握，它们是被系统地带入到真实的生命中、带入和世界的外在联系中，或者就像在胡塞尔那里一样，建立起意识和外在的物体之间的意向性 。
米歇尔•亨利反对只承认物质现实性的唯物主义，因为在世界的超验性中，为了拥有生命，为了理解生命或者为了触碰到生命，物质的呈现预设了生命不断地自我揭示。他也反对唯心主义，唯心主义把存在带入到思想中，它不能从原则上理解存在的现实性，因为存在被它还原为不真实的图像和简单的表象。

## 著作
Œuvres philosophiques
- L’Essence de la manifestation, PUF, collection "Epiméthée", 1963, et réédition 1990
- Philosophie et Phénoménologie du corps, PUF, collection "Epiméthée", 1965, et réédition 1987
- Marx :

```
      * I. Une philosophie de la réalité, Gallimard, 1976, et collection "Tel", 1991
      * II. Une philosophie de l’économie, Gallimard, 1976, et collection "Tel", 1991
```

- Généalogie de la psychanalyse. Le commencement perdu, PUF, collection "Epiméthée", 1985
- La Barbarie, Grasset, 1987, et collection "Biblio Essais", 1988, PUF, collection "Quadridge", 2001
- Voir l’invisible, sur Kandinsky, Bourin-Julliard, 1988, PUF, collection "Quadridge", 2005, 2010
- Phénoménologie matérielle, PUF, collection "Epiméthée", 1990
- Du communisme au capitalisme. Théorie d'une catastrophe, Odile Jacob, 1990, et Éditions l'Age d'Homme, 2008
- C'est moi la Vérité. Pour une philosophie du christianisme, Éditions du Seuil, 1996
- Incarnation. Une philosophie de la chair, Éditions du Seuil, 2000
- Paroles du Christ, Éditions du Seuil, 2002

Ouvrages posthumes
- Auto-donation. Entretiens et conférences, Éditions Prétentaine, 2002, réédition Beauchesne, 2004
- Le bonheur de Spinoza, PUF, collection "Epiméthée", 2003
- Phénoménologie de la vie :

```
   * Tome I. De la phénoménologie, PUF, collection "Epiméthée", 2003
   * Tome II. De la subjectivité, PUF, collection "Epiméthée", 2003
   * Tome III. De l’art et du politique, PUF, collection "Epiméthée", 2003
   * Tome IV. Sur l’éthique et la religion, PUF, collection "Epiméthée", 2004
```

- Entretiens, Éditions Sulliver, 2005
- Le socialisme selon Marx, Éditions Sulliver, 2008
- Pour une phénoménologie de la vie - entretien avec Olivier Salazar-Ferrer, suivi de Perspectives sur la phénoménologie matérielle par Grégori Jean & Jean Leclercq, Editions de Corlevour101, 2010.

Œuvres littéraires
- Le Jeune Officier, Gallimard, 1954
- L'Amour les yeux fermés, Prix Renaudot, Gallimard, 1976, et collection "Folio", 1982
- Le Fils du roi, Gallimard, 1981
- Le Cadavre indiscret, Albin Michel, 1996

## 外部連結
- Bibliographie officielle et exhaustive des ouvrages de et sur Michel Henry (Université de Louvain),https://web.archive.org/web/20141228024453/http://www.uclouvain.be/409215.html
- Site de la Société internationale Michel Henry,http://societemichelhenry.free.fr/ （页面存档备份，存于）